# أوتو لاش
أوتو لاش (بالألمانية: Otto Lasch) ، من مواليد 25 يونيو عام 1893 ، وتوفي بتاريخ 29 أبريل عام 1971م، وهو قائد عسكري ألماني، وحصل على وسام الصليب الحديدي ، وشارك في الحرب العالمية الأولى والحرب العالمية الثانية ، وعمل ضابطاً للقوات الإمبراطورية الألمانية من عام 1914 إلى 1918م، ومن عام 1935 إلى عام 1945م.

## وصلات خارجية
- أوتو لاش على موقع مونزينجر (الألمانية)

- أوتو لاش في فهرس مكتبة ألمانيا الوطنية
- Museum “Dugout - bunker of Lasch”